# Post Tour
Post Tour – druga trasa koncertowa Björk, w jej trakcie odbyło się 125 koncertów.

## Program koncertów
1. "Headphones"
2. "Army of Me"
3. "One Day" (Trevor Morais Remix)
4. "The Modern Things"
5. "Human Behaviour"
6. "You've Been Flirting Again"
7. "Isobel"
8. "Venus as a Boy"
9. "Possibly Maybe"
10. "Charlene"
11. "I Go Humble"
12. "The Anchor Song"
13. "Hyperballad"
14. "Enjoy"
15. "I Miss You"
16. "Crying"
17. "Violently Happy"
18. "5 Years"
19. "It's Oh So Quiet"
20. "Big Time Sensuality" (Plaid Remix)
21. "Sweet Intuition"
22. "Le petit chevalrier" (cover Nico)

## Daty występów promocyjnych
1. 20 kwietnia 1995 – Top of the Pops
2. 22 kwietnia 1995 – The White Room
3. 23 kwietnia 1995 – Top of the Pops
4. 17 czerwca 1995 – Later... with Jools Holland
5. 16 sierpnia 1995 – Late Show with David Letterman
6. 17 sierpnia 1995 – Top of the Pops
7. 24 sierpnia 1995 – Top of the Pops
8. Lato 1995 – Festivalbar
9. 2 listopada 1995 – The Tonight Show with Jay Leno
10. 23 listopada 1995 – Top of the Pops
11. 3 grudnia 1995 – Smash Hits Pool Winner Party
12. 14 grudnia 1995 – Top of the Pops
13. 11 stycznia 1996 – TFI Friday
14. 13 stycznia 1996 – Jack Dee's Saturday Night
15. 18 lutego 1996 – Taratata
16. 19 kwietnia 1996 – TFI Friday
17. 8 listopada 1996 – Top of the Pops
18. 4 marca 1997 – występ na rozdaniu nagród muzycznych Council Prize

## Lista koncertów
1. 6 lipca 1995 – Dundee, Szkocja – Caird Hall
2. 7 lipca 1995 – Glasgow, Szkocja – Barrowland Ballroom
3. 9 lipca 1995 – Cork, Irlandia – Cork City Hall
4. 12 lipca 1995 – Dublin, Irlandia – SFX Hall
5. 13 lipca 1995 – Dublin, Irlandia – SFX Hall
6. 22 lipca 1995 – Bremerton, Waszyngton, USA – Kitsap County Fairgrounds
7. 23 lipca 1995 – Portland, Oregon, USA – La Luna
8. 25 lipca 1995 – San Francisco, Kalifornia, USA – The Warfield
9. 26 lipca 1995 – Los Angeles, Kalifornia, USA – The Palace
10. 27 lipca 1995 – Los Angeles, Kalifornia, USA – The Palace
11. 29 lipca 1995 – Dallas, Teksas, USA – Trees
12. 31 lipca 1995 – Dallas, Teksas, USA – Deep Ellum Live
13. 2 sierpnia 1995 – Atlanta, Georgia, USA – The Masquerade
14. 4 sierpnia 1995 – Chicago, Illinois, USA – Metro Chicago
15. 5 sierpnia 1995 – Detroit, Michigan, USA – The State Theatre
16. 6 sierpnia 1995 – Reykjavík, Islandia, USA – Laugardur Park (Uxi Festival)
17. 7 sierpnia 1995 – Toronto, Kanada – The Warehouse
18. 9 sierpnia 1995 – Filadelfia, Pensylwania, USA – Trocadero
19. 10 sierpnia 1995 – Waszyngton, USA – The Capital Ballroom
20. 14 sierpnia 1995 – Nowy Jork, Nowy Jork, USA – The Academy
21. 15 sierpnia 1995 – Nowy Jork, Nowy Jork, USA – The Academy
22. 19 sierpnia 1995 – Kolonia, Niemcy – E-Werk
23. 26 sierpnia 1995 – Reading, Anglia – Little John’s Farm (Reading Festival)
24. 2 września 1995 – Ateny, Grecja – Lycabettus Theatre
25. 15 września 1995 – Wiedeń, Austria – Burgtheater
26. 18 września 1995 – Madryt, Hiszpania – La Riviera
27. 19 września 1995 – Barcelona, Hiszpania – Zeleste
28. 22 września 1995 – Mediolan, Włochy – Palalido
29. 23 września 1995 – Nonantola, Włochy – Vox Club
30. 25 września 1995 – Monachium, Niemcy – Lotnisko w Monachium
31. 26 września 1995 – Wiesen, Austria – Wiesen Festival
32. 29 września 1995 – Budapeszt, Węgry – Petőfi Csarnok
33. 30 września 1995 – Praga, Czechy – Palace Kultury
34. 4 października 1995 – Hamburg, Niemcy – Sportshalle
35. 6 października 1995 – Oslo, Norwegia – Oslo Spektrum
36. 7 października 1995 – Göteborg, Szwecja – Heden
37. 8 października 1995 – Kopenhaga, Dania – K.B. Hallen
38. 10 października 1995 – Rotterdam, Holandia – Ahoy Rotterdam
39. 11 października 1995 – Bruksela, Belgia – Forest National
40. 14 października 1995 – Montpellier, Francja – Le Zénith Sud
41. 16 października 1995 – Lyon, Francja – Transbordeur
42. 26 października 1995 – Houston, Teksas, USA – Numbers
43. 27 października 1995 – Austin, Teksas, USA – Liberty Lunch
44. 30 października 1995 – San Diego, Kalifornia, USA – Copley Symphony Hall
45. 1 listopada 1995 – Los Angeles, Kalifornia, USA – Hollywood Palladium
46. 3 listopada 1995 – San Francisco, Kalifornia, USA – The Warfield
47. 4 listopada 1995 – San Francisco, Kalifornia, USA – The Warfield
48. 5 listopada 1995 – Seattle, Waszyngton, USA – nieznane miejsce koncertu
49. 7 listopada 1995 – Denver, Kolorado, USA – Paramount Theatre
50. 9 listopada 1995 – Minneapolis, Minnesota, USA – First Avenue
51. 11 listopada 1995 – Chicago, Illinois, USA – Riviera Theatre
52. 12 listopada 1995 – Cleveland, Ohio, USA – Agora Theatre and Ballroom
53. 14 listopada 1995 – New Haven, Connecticut, USA – Palace Theatre
54. 16 listopada 1995 – Providence, Rhode Island, USA – The Strand
55. 17 listopada 1995 – Nowy Jork, Nowy Jork, USA – Roseland Ballroom
56. 19 stycznia 1996 – Sheffield, Anglia – Sheffield Arena
57. 20 stycznia 1996 – Manchester, Anglia – G-Mex Centre
58. 22 stycznia 1996 – Bournemouth, Anglia – Bournemouth International Centre
59. 25 stycznia 1996 – Londyn, Anglia – Wembley Arena
60. 31 stycznia 1996 – Tokio, Japonia – Tokyo Garden Hall
61. 1 lutego 1996 – Tokio, Japonia – Tokyo Garden Hall
62. 4 lutego 1996 – Tokio, Japonia – Nippon Budōkan
63. 5 lutego 1996 – Nagoja, Japonia – Aichi Kinro Kaikan
64. 7 lutego 1996 – Fukuoka, Japonia – Denki Hall
65. 9 lutego 1996 – Osaka, Japonia – IMP Hall
66. 10 lutego 1996 – Osaka, Japonia – IMP Hall
67. 12 lutego 1996 – Pekin, Chiny – Beijing Worker's Gymnasium
68. 14 lutego 1996 – Szanghaj, Chiny – nieznane miejsce koncertu
69. 16 lutego 1996 – Hongkong, Queen Elizabeth Stadium
70. 17 lutego 1996 – Hongkong, Queen Elizabeth Stadium
71. 21 lutego 1996 – Bangkok, Tajlandia – MBK Center
72. 23 lutego 1996 – Singapur, Zouk
73. 28 lutego 1996 – Christchurch, Nowa Zelandia – Christchurch New Zealand
74. 1 marca 1996 – Wellington, Nowa Zelandia – Show Building
75. 2 marca 1996 – Auckland, Nowa Zelandia – Supertop
76. 5 marca 1996 – Sydney, Australia – Hordern Pavilion
77. 6 marca 1996 – Sydney, Australia – Hordern Pavilion
78. 7 marca 1996 – Canberra, Australia – Royal Theatre
79. 9 marca 1996 – Brisbane, Australia – Brisbane Festival Hall
80. 11 marca 1996 – Adelaide, Australia – Adelaide Festival Centre
81. 12 marca 1996 – Melbourne, Australia – Melbourne Entertainment Centre
82. 16 marca 1996 – Perth, Australia – Belvoir Amphitheatre
83. 7 czerwca 1996 – Paryż, Francja – Akademia Paryska
84. 13 czerwca 1996 – Hultsfred, Szwecja – Hultsfreds Hembygdspark (Hulstfred Festival)
85. 16 czerwca 1996 – San Francisco, Kalifornia, USA – Golden Gate Park
86. 21 czerwca 1996 – Rejkyavík, Islandia – Laugardshöll (The Arts Festival)
87. 28 czerwca 1996 – Roskilde, Dania – Festivalpladsen (Roskilde Festival)
88. 29 czerwca 1996 – Oslo, Norwegia – Kalvøya (Kalvøya Festival)
89. 2 lipca 1996 – Lizbona, Portugalia – Coliseu dos Recreios
90. 6 lipca 1996 – Torhout, Belgia – Festivalweide (Torhout Werchter Festival)
91. 7 lipca 1996 – Werchter, Belgia – Werchterpark (Torhout Werchter Festival
92. 12 lipca 1996 – Pori, Finlandia – festiwal Pori Jazz
93. 13 lipca 1996 – Ryga, Łotwa – Mežaparks (festiwal Riga Rock Summer)
94. 19 lipca 1996 – Berno, Szwajcaria – Gurten (Gurtenfestival)
95. 20 lipca 1996 – Stratford-upon-Avon, Anglia – Long Marston Airfield (Phoenix Festival)
96. 10 sierpnia 1996 – Knebworth, Anglia – Knebworth House (Knebworth Festival)
97. 23 sierpnia 1996 – Biddinghuizen, Holandia – Spjik en Bremberg (Lowlands)
98. 26 sierpnia 1996 – Tel Awiw, Izrael – Cinerama
99. 27 sierpnia 1996 – Cezarea, Izrael – Amfiteatr rzymski
100. 28 sierpnia 1996 – Jerozolima, Izrael – Basen Sułtański
101. 30 sierpnia 1996 – Dublin, Irlandia – The Point
102. 1 września 1996 – Irvine, Szkocja – Plaża w Irvine (Irvine Beach Festival)
103. 9 września 1996 – Londyn, Anglia – Wembley Arena
104. 13 września 1996 – Londyn, Anglia – Wembley Stadium (Top of the Pops Weekend Festival)
105. 10 października 1996 – Oslo, Norwegia – Oslo Spektrum
106. 13 października 1996 – Rio de Janeiro, Brazylia – Muzeum Sztuki Nowoczesnej (Free Jazz Festival)
107. 27 lutego 1997 – Londyn, Anglia – Shepherd’s Bush Empire